# Юнацька збірна Мексики з футболу (U-17)
Юнацька збірна Мексики з футболу (U-17) — національна футбольна збірна Мексики, що складається із гравців віком до 17 років. Керівництво командою здійснює Мексиканська федерація футболу.
Головним континентальним турніром для команди є Юнацький чемпіонат КОНКАКАФ з футболу (U-17), успішний виступ на якому дозволяє отримати путівку на Чемпіонат світу (U-17). Також може брати участь у товариських і регіональних змаганнях. Протягом 1980-х років також функціонувала й у форматі U-16.

## Виступи на міжнародних турнірах

### Чемпіонат світу (U-17)
| Статистика чемпіонатів світу (U-17) | Статистика чемпіонатів світу (U-17) | Статистика чемпіонатів світу (U-17) | Статистика чемпіонатів світу (U-17) | Статистика чемпіонатів світу (U-17) | Статистика чемпіонатів світу (U-17) | Статистика чемпіонатів світу (U-17) | Статистика чемпіонатів світу (U-17) | Статистика чемпіонатів світу (U-17) | Статистика чемпіонатів світу (U-17) |
| Рік                                 | Раунд                               | Місце                               | І                                   | В                                   | Н                                   | П                                   | Г+                                  | Г-                                  | Pts                                 |
| ----------------------------------- | ----------------------------------- | ----------------------------------- | ----------------------------------- | ----------------------------------- | ----------------------------------- | ----------------------------------- | ----------------------------------- | ----------------------------------- | ----------------------------------- |
| 1985                                | груповий етап                       | 10-е                                | 3                                   | 1                                   | 1                                   | 1                                   | 3                                   | 3                                   | 4                                   |
| 1987                                | груповий етап                       | 10-е                                | 3                                   | 1                                   | 1                                   | 1                                   | 3                                   | 9                                   | 4                                   |
| 1989                                | не брала участь                     | не брала участь                     | не брала участь                     | не брала участь                     | не брала участь                     | не брала участь                     | не брала участь                     | не брала участь                     | не брала участь                     |
| 1991                                | груповий етап                       | 11-е                                | 3                                   | 1                                   | 0                                   | 2                                   | 5                                   | 6                                   | 3                                   |
| 1993                                | груповий етап                       | 10-е                                | 3                                   | 1                                   | 0                                   | 2                                   | 4                                   | 7                                   | 3                                   |
| 1995                                | не кваліфікувалася                  | не кваліфікувалася                  | не кваліфікувалася                  | не кваліфікувалася                  | не кваліфікувалася                  | не кваліфікувалася                  | не кваліфікувалася                  | не кваліфікувалася                  | не кваліфікувалася                  |
| 1997                                | груповий етап                       | 10-е                                | 3                                   | 1                                   | 0                                   | 2                                   | 8                                   | 6                                   | 3                                   |
| 1999                                | чвертьфінали                        | 6-е                                 | 4                                   | 2                                   | 0                                   | 2                                   | 7                                   | 7                                   | 6                                   |
| 2001                                | не кваліфікувалася                  | не кваліфікувалася                  | не кваліфікувалася                  | не кваліфікувалася                  | не кваліфікувалася                  | не кваліфікувалася                  | не кваліфікувалася                  | не кваліфікувалася                  | не кваліфікувалася                  |
| 2003                                | чвертьфінали                        | 6-е                                 | 4                                   | 1                                   | 2                                   | 1                                   | 5                                   | 5                                   | 5                                   |
| 2005                                | переможець                          | 1-е                                 | 6                                   | 5                                   | 0                                   | 1                                   | 16                                  | 3                                   | 15                                  |
| 2007                                | не кваліфікувалася                  | не кваліфікувалася                  | не кваліфікувалася                  | не кваліфікувалася                  | не кваліфікувалася                  | не кваліфікувалася                  | не кваліфікувалася                  | не кваліфікувалася                  | не кваліфікувалася                  |
| 2009                                | 1/8 фіналу                          | 10-е                                | 4                                   | 2                                   | 1                                   | 1                                   | 4                                   | 3                                   | 7                                   |
| 2011                                | переможець                          | 1-е                                 | 7                                   | 7                                   | 0                                   | 0                                   | 17                                  | 7                                   | 21                                  |
| 2013                                | віце-чемпіон                        | 2-е                                 | 7                                   | 4                                   | 1                                   | 2                                   | 11                                  | 11                                  | 13                                  |
| 2015                                | четверте місце                      | 4-е                                 | 7                                   | 4                                   | 1                                   | 2                                   | 14                                  | 9                                   | 13                                  |
| 2017                                | 1/8 фіналу                          | 16-е                                | 4                                   | 0                                   | 2                                   | 2                                   | 4                                   | 6                                   | 2                                   |
| 2019                                | віце-чемпіон                        | 2-е                                 | 7                                   | 3                                   | 2                                   | 2                                   | 14                                  | 5                                   | 11                                  |
| 2021                                | не визначено                        | не визначено                        | не визначено                        | не визначено                        | не визначено                        | не визначено                        | не визначено                        | не визначено                        | не визначено                        |
| Усього                              | 2 перемоги                          | 14/19                               | 65                                  | 33                                  | 11                                  | 21                                  | 115                                 | 86                                  | 110                                 |

### Юнацький чемпіонат КОНКАКАФ (U-17)
| Юнацький чемпіонат КОНКАКАФ (U-17) | Юнацький чемпіонат КОНКАКАФ (U-17) | Юнацький чемпіонат КОНКАКАФ (U-17) | Юнацький чемпіонат КОНКАКАФ (U-17) | Юнацький чемпіонат КОНКАКАФ (U-17) | Юнацький чемпіонат КОНКАКАФ (U-17) | Юнацький чемпіонат КОНКАКАФ (U-17) | Юнацький чемпіонат КОНКАКАФ (U-17) | Юнацький чемпіонат КОНКАКАФ (U-17) | Юнацький чемпіонат КОНКАКАФ (U-17) |
| Рік                                | Раунд                              | І                                  | В                                  | Н                                  | П                                  | Г+                                 | Г-                                 |                                    |                                    |
| ---------------------------------- | ---------------------------------- | ---------------------------------- | ---------------------------------- | ---------------------------------- | ---------------------------------- | ---------------------------------- | ---------------------------------- | ---------------------------------- | ---------------------------------- |
| 1983                               | третє місце                        | 4                                  | 3                                  | 1                                  | 0                                  | 13                                 | 0                                  |                                    |                                    |
| 1985                               | переможець                         | 7                                  | 6                                  | 1                                  | 0                                  | 37                                 | 1                                  |                                    |                                    |
| 1987                               | переможець                         | 6                                  | 6                                  | 0                                  | 0                                  | 16                                 | 2                                  |                                    |                                    |
| 1988                               | не брала участь                    | не брала участь                    | не брала участь                    | не брала участь                    | не брала участь                    | не брала участь                    | не брала участь                    | не брала участь                    |                                    |
| 1991                               | переможець                         | 6                                  | 3                                  | 3                                  | 0                                  | 8                                  | 2                                  |                                    |                                    |
| 1992                               | віце-чемпіон                       | 6                                  | 4                                  | 2                                  | 0                                  | 21                                 | 6                                  |                                    |                                    |
| 1994                               | четверте місце                     | 6                                  | 4                                  | 0                                  | 2                                  | 17                                 | 4                                  |                                    |                                    |
| 1996                               | переможець                         | 6                                  | 6                                  | 0                                  | 0                                  | 23                                 | 2                                  |                                    |                                    |
| 2009                               | скасовано через пандемію грипу     | скасовано через пандемію грипу     | скасовано через пандемію грипу     | скасовано через пандемію грипу     | скасовано через пандемію грипу     | скасовано через пандемію грипу     | скасовано через пандемію грипу     | скасовано через пандемію грипу     |                                    |
| 2011                               | не брала участь/господар ЧС        | не брала участь/господар ЧС        | не брала участь/господар ЧС        | не брала участь/господар ЧС        | не брала участь/господар ЧС        | не брала участь/господар ЧС        | не брала участь/господар ЧС        | не брала участь/господар ЧС        |                                    |
| 2013                               | переможець                         | 5                                  | 5                                  | 0                                  | 0                                  | 14                                 | 3                                  |                                    |                                    |
| 2015                               | переможець                         | 6                                  | 4                                  | 2                                  | 0                                  | 16                                 | 3                                  |                                    |                                    |
| 2017                               | переможець                         | 6                                  | 4                                  | 1                                  | 1                                  | 22                                 | 7                                  |                                    |                                    |
| 2019                               | переможець                         | 7                                  | 7                                  | 0                                  | 0                                  | 21                                 | 3                                  |                                    |                                    |
| Усього                             | 8 Titles                           | 65                                 | 52                                 | 10                                 | 3                                  | 208                                | 33                                 |                                    |                                    |

## Титули і досягнення
Чемпіонат світу (U-17)
- чемпіони (2): 2005, 2011
- віце-чемпіон (2): 2013, 2019
- четверте місце (1): 2015

Юнацький чемпіонат КОНКАКАФ (U-17)
- чемпіони (8): 1985, 1987, 1991, 1996, 2013, 2015, 2017, 2019
- віце-чемпіон (1): 1992
- третє місце (1): 1983
- четверте місце (1): 1994